# Stryj (stacja kolejowa)
Stryj (ukr: Станція Стрий) – stacja kolejowa w Stryju, w Obwodzie lwowski, na Ukrainie. Jest częścią Kolei Lwowskiej.

## Historia
Historia kolei w Stryju zaczyna się 5 września 1870 r., kiedy podpisano koncesję na budowę Kolei Dniestrskiej.
W latach 1872-1875 w Stryju zbudowano Kolej Dniestrską. 16 listopada 1873 r. otwarto stację Stryj, a po nowo wybudowanym odcinku zaczęły kursować pierwsze pociągi do stacji Sambor. W pierwszej dekadzie kolej aktywnie się rozwijała: w tym samym 1873 r. zbudowano linię kolejową do Lwowa. W 1874 r. zbudowano warsztaty naprawy parowozów i lokomotywownię, w której stacjonowały parowozy KkStB 180. W tym czasie stacja była częścią Kolei Arcyksiążęcej Albrechta (Galicjańskiej Kolei Transwersalnej). W Stryju Kolej Arcyksiążęca Albrechta łączyła się z Koleją Dniestrską.
W 1872 r. położono linię do Chyrowa przez Drohobycz i Sambor, w 1875 r. - do Stanisława (Iwano-Frankiwska), w 1885 r. otwarto linię kolejową do stacji Skole, a w latach 1886-1887 zbudowano linię kolejową do Wołowca.
Aktywna budowa trwała do końca XIX wieku: w 1885 r. otwarto odcinek do stacji Skole, w 1899 r. zbudowano odcinek do Chodorowa. W ten sposób Stryj stał się najważniejszym węzłem kolejowym.
Przez jakiś czas po II wojnie światowej na stanowisku kierownika stacji pracował brat Wiktorii Breżniewej, żony Leonida Breżniewa. Jednak nie pracował tam długo - kadra była wyraźnie przeciwko niemu, wkrótce przeniósł się do Charkowa, a następnie do Moskwy.
W 1961 roku stację zelektryfikowano prądem stałym (=3 kV) na odcinku Ławoczne – Stryj – Lwów.

## Budynek stacji
Stryj był zawsze pierwszym celem w wielu wojnach, a we wszystkich przypadkach stacja ucierpiała. Pierwszy drewniany „dworzec kolejowy”, zbudowany w latach 1872-1875, spłonął podczas wielkiego pożaru w 1886 roku. Kolejny dworzec został zbudowany przed I wojną światową, murowany, który został zniszczony przez wycofujące się części Imperium Rosyjskiego. A murowany, parterowy, zbudowany w okresie polskim, został wysadzony w powietrze podczas wycofywania się wojsk niemieckich w 1944 roku.
Po wojnie, w 1953 roku, na miejscu kas biletowych zbudowano kolejny, czwarty już dwupiętrowy dworzec, ten budynek miał najwięcej szczęścia - nadal przyjmuje pasażerów. Budynek dworca jest wykonany w typowym dla autorytarnego reżimu stylu - pompatyczny wizerunek z wykorzystaniem klasycznego wystroju w postaci kolumn i sztukaterii[2]. W latach 2015-2016 dworzec został przebudowany: fasada i wnętrze zostały całkowicie odnowione.

## Obsługa pasażerów
Przez stację przejeżdżają pociągi pasażerskie do Lwowa, Mukaczewa, Czopu, Użhorodu, Zaporoża, Odessy, Charkowa, Budapesztu, Wiednia.
Od 11 grudnia 2016 r. co drugi dzień kursuje nocny ekspres „Skovoroda-Express” (wtedy pociąg nazywał się „Mriya”) na trasie Charków-Użhorod, który przebiega przez Połtawę, Myrhorod, Kijów, Lwów i pokonuje dystans w ciągu jednej nocy przez cały kraj.
W pobliżu stacji znajduje się dworzec autobusowy międzymiastowy: kursują autobusy miejskie, podmiejskie i międzynarodowe. Na stacji Stryj znajduje się 7 toalet.
W mieście znajduje się również stacja Stryj II, która obsługuje wyłącznie pociągi towarowe.

## Linie kolejowe
- Linia Lwów – Stryj
- Linia Stryj – Iwano-Frankiwsk
- Linia Stryj – Batiowo
- Linia Chodorów – Stryj
- Linia Stryj – Sambor